# Macaca siberu
El macaco de Siberut (Macaca siberu) es una especie de primate catarrino de la familia Cercopithecidae. Es endémico de la isla Siberut en Indonesia. Anteriormente se le consideraba conespecífico con M. pagensis (el cual tiene un color más pálido), pero en realidad son polifiléticos. Ambas especies se consideraban previamente subespecies de M. nemestrina.